# Манчо
Ма̀нчо (до 29 юни 1942 г. Манчу) е връх в Маришкия поддял на Източна Рила, част от Национален парк „Рила“. Издига се на височина 2771 m.
Представлява скалист гранитен раздвоен връх. Югозападно се намира Голям, а в североизточна посока е Малък Манчо. Те са отделени от седловини, известни с името „прозорци“, от които се виждат Маричиният циркус и околните върхове на Маришкия поддял. Най-удобен за изкачване е по южната му страна. Северозападният му склон е лавиноопасен, той е част от оградата на Маричините езера. По склоновете на върха расте застрашеното растение битинско глухарче. През 1938 г. върхът е включен в писмо на Управителния съвет на Ловната организация до Комитета за защита на родната природа, в което се съобщава за вредното влияние на строителството на хижи и безразборния туризъм върху дивите кози и предлага мерки за ограничаване на туризма в конкретни находища на диви кози, сред които е и връх Манчо.

## Маршрути
- Хижа „Заврачица“ – 1,45 ч.[5]

## Други
На връх Манчо е наречена улица в квартал „Модерно предградие“ в София (Карта).

## Галерия
- Архивни снимки на връх Манчо
- Изглед към връх Манчо. Източник: ДА „Архиви“
- Изглед към връх Манчо, 1931 г.
- Изглед към връх Манчо.